# Afritada
Afritada je filipínský pokrm skládající se z kuřecího, hovězího nebo vepřového masa dušeného v rajské omáčce s mrkví, bramborami a červenou a zelenou paprikou. Podává se s bílou rýží a jedná se o běžné jídlo na Filipínách. Může se také vařit s mořskými plody.

## Etymologie
Slovo afritada je odvozeno od španělského slova fritada (smažený), a odkazuje tak na první krok přípravy tohoto pokrmu, během kterého je maso opečeno na pánvi před jeho dušením v rajské omáčce.

## Popis
Afritada je dušené jídlo. Nejprve se osmahne česnek a cibule a poté se přidá maso nakrájené na kostičky, které se opéká do měkka. Poté, co je maso dostatečně propečené, se na pánev nalije voda a rajčatový protlak, přidá se nakrájená mrkev, brambory a červená a zelená paprika. Přidat lze i rajčata, hrášek, cizrnu nebo fazole. Podle chuti se pokrm osolí a okoření černým pepřem, bobkovým listem a rybí omáčkou. Směs se dusí tak dlouho, dokud nezměkne zelenina. Podává se s bílou rýží.

## Varianty

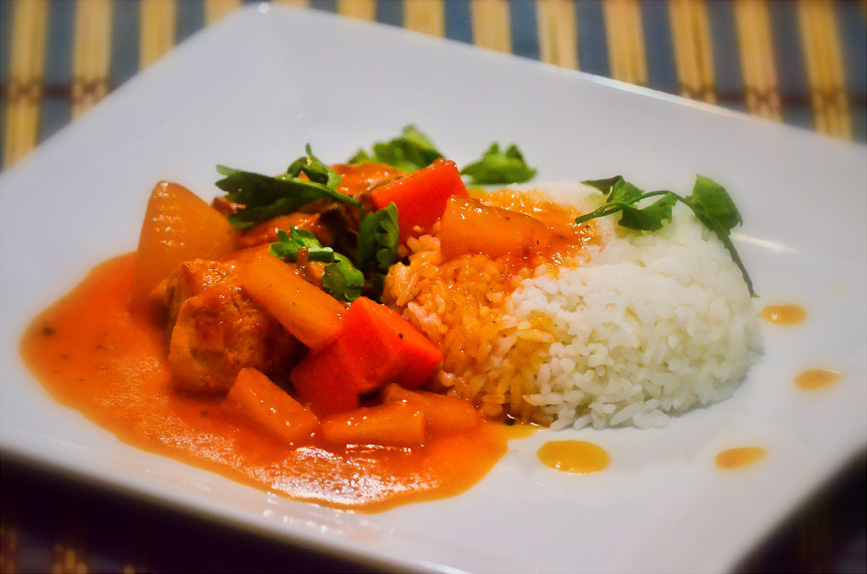
Kuřecí afritada s bílou rýží, vařená ve stylu hamonado (s ananasem)

Afritada má různé názvy podle hlavních složek pokrmu. Nejběžnější jsou kuřecí afritady (afritadang manok), hovězí afritady (afritadang baka) a vepřové afritady (afritadang baboy). Afritada může být uvařena i z mořských plodů jako jsou ryby (afritadang isda) nebo mušle (afritadang tahong).
Afritada se také běžně vaří ve stylu hamonado (s kousky ananasu). Této sladké variantě se obvykle říká ananasová afritada. Běžně se zaměňuje s pininyagang manok, což je dušené kuře také s ananasem, ovšem bez použití rajské omáčky.

## Podobné pokrmy
Podobnými filipínskými pokrmy používajícími rajskou omáčku nebo banánový kečup jsou menudo a kaldereta. Pokrm zvaný menudo však obsahuje nakrájená játra, zatímco v případě kalderety se k přípravě používá téměř výhradně kozí maso, pouze příležitostně maso hovězí. Igado pak obsahuje játra bez rajské omáčky.